# 田中俊恵 (警察官僚)
田中 俊恵（たなか としえ、1965年10月19日 - ）は、日本の警察官僚。

## 人物
大阪府吹田市出身で、大阪教育大学附属天王寺小学校、大阪教育大学附属天王寺中学校、大阪教育大学附属高等学校天王寺校舎、東京大学法学部、それぞれを卒業する。「悪しきをくじき弱きを助ける」を座右の銘に挙げる。

## 略歴
括弧内*は警察で女性初の役職。
- 1989年 警察庁入庁（*警察官僚）
- 1994年 滋賀県警察本部防犯部防犯少年課長（*警察本部課長職）
- 1996年 警察大学校警察政策研究センター教授
- 1998年 埼玉県警察本部刑事部捜査第二課長[1]
- 1999年 警察庁長官官房総務課長補佐（*警察庁課長補佐職）
- 2001年 神奈川県保土ケ谷警察署長[1]
- 2003年 大阪府警察本部警備部外事課長
- 2004年 警察庁刑事局薬物銃器対策課理事官（*警視正）
- 2006年 外務省出向。在オーストラリア日本国大使館1等書記官、同参事官
- 2009年 警察庁復職。交通局交通企画課交通安全企画官
- 2010年 内閣官房出向。内閣情報調査室内閣参事官、内閣情報調査室国際部門主幹、カウンターインテリジェンス・センター参事官
- 2013年
  - 警察庁復職。刑事局組織犯罪対策部国際捜査管理官（*警察庁所属長）
  - 岩手県警察本部長（*警察本部長）[3]
- 2015年 警察庁刑事局捜査第一課長
- 2017年 警察庁長官官房会計課長（*警視監）
- 2018年 警視庁交通部長（*警視庁部長職）
- 2019年、警察大学校国際警察センター所長兼警察庁長官官房審議官（国際担当）[4]（*警察庁審議官職）
- 2020年
  - 内閣府大臣官房少子化・青少年対策審議官[5]、大臣官房審議官（死因究明担当）、大臣官房審議官（共生社会政策担当）、青年国際交流担当室室長、死因究明等施策推進室長[6]
  - 内閣官房内閣審議官（内閣官房副長官補付）兼東京オリンピック競技大会・東京パラリンピック競技大会推進本部事務局セキュリティ推進統括官[7]
- 2021年 千葉県警察本部長（*1都3県警察本部長）[8]
- 2023年 警視庁副総監（*警察庁局長級）[9]
- 2024年 警察大学校長[10]
- 同年　　辞職[11]
- 2025年　相互物産株式会社特別顧問[12]